# 倪柝声
倪柝声（1903年11月4日—1972年5月30日），原名倪述祖，是出生於廣東汕頭的中国基督教新教領導人。
1922年，他在福州發起教會之聚會活動，該些活動或被視為地方召會運動的開始。其後，他出版許多闡述聖經的書籍，又在中國各地建立教會，並致力於培訓聖經學生和教會工作者。中華人民共和國成立後，他因其信仰等被當局關入監獄，並在狱中被迫害致死。
他的基督新教音樂及詩歌代表作有詩歌《让我爱》等。
2009年7月30日，時任美國眾議院議員克里斯·史密斯於美國國會表彰他的貢獻。華人教會歷史學家梁家麟和一些改革宗人士等对他的理论采负面评价，如反智主义和「灵意解经」等。

## 早期：在福州

### 早期基督徒世家
倪柝声，原名倪述祖，英文初名 Henry Nee，籍貫福建福州。1903年11月4日（清光绪廿九年农历九月十六日）生于广东汕头，父亲当时在汕头任海关官员。倪柝声是家中的长子，倪家是福州最早的基督教家庭之一，他的祖父倪玉成（1840年－1890年）于1853年就读于公理会保福山男校，自1862年成为福州公理会最早的华人牧师之一，在铺前顶救主堂任牧师达二十八年之久，“闽中三公会（美以美会、圣公会、公理会）时常把他轮流借用。”。并且不顾当地风俗，坚持与外省人——广东人基督徒结婚。父亲倪文修（Ni Weng-Sioe，1877年－1941年）是兄弟七人中的第四个，毕业于福州美以美会所办的著名学府鹤龄英华书院，对于教会的传统和教会詩歌相当熟悉，1896年3月进入汕头潮海关任职，1941年在香港去世。母亲倪林和平则是福利公司经理林姓富商的养女，6岁时全家受洗成为基督徒，11岁时进入毓英女塾接受新式教育，1890年代后期为准备到美国留学，而进入上海中西女中学英文（以英文水准高著称的教会学校）。1899年10月19日，按照父母之命嫁给倪文修。她性格刚毅，曾因支持孙中山的革命事业，而获爱国勋章。她积极参与社会活动。1911年发起组织妇女爱国会，自任总干事，又出任基督教福建孤儿院董事。倪文修与林和平夫妻共育有五子四女。倪林和平所生的前2个孩子都是女儿（倪闺臣和倪闺贞），常受重视男嗣的婆婆讽刺。再次怀孕时，就模仿《圣经》中撒母耳的母亲哈拿的祷告，应许如果所生为男孩，就将他一生献给神。此后共生有五子，分别为：倪述祖（倪柝声）、倪怀祖、倪承祖、倪洪祖、倪兴祖。
倪文修和倪林和平夫妇都是福州美以美会福州天安堂的教友，并在天安堂务德部、召益会等教徒团体中任职。倪柝声在婴儿時期，就由美以美会的监督施洗。1910年，7岁时，倪柝声随家人回到原籍福州，住在闽江南岸南台岛新发展的商埠区（今仓山区）。倪文修在这一带购置了三处房产，分别位于海关巷17、14号（占地600平方米，1949年在空地上修建执事之家，现已拆除），中洲岛中东巷24号（占地350平方米，已改建为商城，而在对面新建福州教会的中洲聚会所）、仓前山梅坞路玉林山館（占地300平方米，属于教会使用）。

### 三一书院的优等生
1916年，倪柝声就读于英国圣公会爱尔兰都柏林圣三一大学布道会在南台俄国领事馆原址上创办的著名的福州三一学校汉英书院（位于今福州仓山区公园西路福州外国语学校），接受西式教育。福州三一学校包括汉英书院（Anglo-Chinese School，八年制，中学和大学一、二年级，主要学科均采用英文教学）、广学书院（六年制中学，教学以汉语为主）和桥南两等小学校（六年制小学）。在三一学院，倪柝声是名列前茅的优等生：“我在校中是何等不得了的学生，同时也是了不得的学生。坏的方面，我是一个常犯规的学生；好的方面，神给我天生的聪明，每次考试都是第一名，论文常是贴榜的”。1919年五四运动中，倪柝声的民族意识高涨，被推举为三一学校学生会副代表，带头组织学生运动，分發油印传单，抵制日货。“我是学校中最反对（汉英书院主理）来必翰的学生，（来必翰）甚至公开骂我作魔鬼。”三一学校当局对倪柝声作出停学一年的处分。

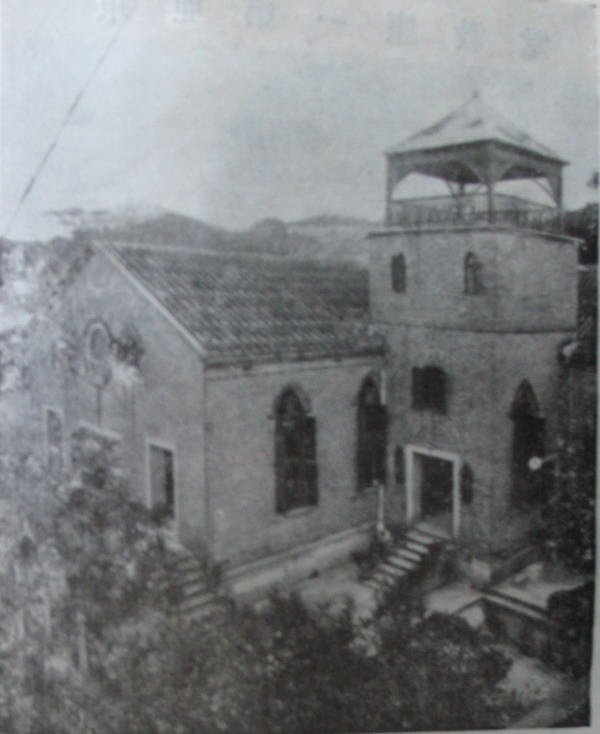
倪柝声母子听道的福州天安堂

### 借着余慈度的传扬
1920年2月，倪柝声17岁，还在三一书院读书停学期间，中国自由女布道家余慈度医生（倪林和平在上海中西女中读书时结识的好友）应邀来到福州，在福州天安堂传福音。2月21日，原本在信仰上不冷不热的倪林和平深受余慈度的讲道所感动，行为方面有令人惊讶的改变：不仅放弃了打麻将的嗜好，而且主动为自己曾向家人发脾气而认罪悔改，请求家人饶恕。年轻的倪柝声对母亲的改变非常惊讶，因好奇也去天安堂听余慈度讲道，深受感动，接受了福音，整夜认罪悔改，并且立志终身奉献（4月29日），毅然放弃原来的理想和计划，并取了新的名字—倪柝声，英文 Watchman Nee。1920年春，倪柝声随余慈度到她在上海江湾开办的圣经学院受训练，半年后因「太爱世界」被余慈度劝退，回到福州继续完成他的课程（主修化学）。这时他不顾受嘲笑，热心向同学传扬福音，把70名同学的名字一一记在本子上，天天代祷，到毕业时，有69人接受福音，其中缪绍训，陆忠信，魏光禧，王峙等人后来成为他的同工。

### 从和受恩受造就
以后几年间，倪柝声一面刻苦查读《圣经》，奠定了坚实的圣经基础，同时博览大批基督教历史名著；一面和一批年轻人，赴已隐居在福州闽江口附近，马尾罗星塔对岸的村庄白牙潭（今属长乐市营前街道）多年的年邁的英国无宗派的独立女传教士（没有任何差会支持）和受恩（Margaret E.Barber，1866年－1930年）那里求教，从她那里得到属灵上极大的帮助，被她的属灵生活所折服（倪柝声形容她是“一位发光的基督徒”，1930年代倪两次访问西方，接触史百克等许多基督徒领袖以后，认为极少有人能与她的属灵深度相比），并且由于和受恩的介绍，倪柝声得以接触到英国弟兄会和内里生命派的著作，对倪柝声一生的事奉道路产生深远的影响。

### 脱离基督教的宗派传统
倪柝声早年刻苦查读圣经时，发现了基督教很多宗派的传统中存在许多不合圣经真理的地方，他反对跟随這些传统，将每一项都与圣经认真核对，逐一丢弃他认为不准确、不合乎圣经的教训和实行，恢复他认为准确的、合乎圣经的教训和实行（如一地一教会）。在寻求的基督徒当中，制造出寻求真理的空气。有些用辞，如“交通”、“聚会”、“弟兄”、“姊妹”等，沿襲至今已成為許多基督徒的常用語。
1921年3月26日，倪柝声发现幼年所受的点水禮不合乎圣经，于是和母亲倪林和平、弟弟倪怀祖三人到到马尾白牙潭英国女教士和受恩处，次日（复活节，3月27日），和受恩带他们到今福州市连江县琯头镇阳岐村受浸。
1921年夏初暑假期间，19岁的倪柝声查读《使徒行传》，发现自己過去接受的传统中的圣餐儀式并不合乎圣经真理，和在查经会结识的24岁的退役海军军官王载交通后，决定跟随初期教会的榜样，在一个主日，福州仓山毓英女校（现福州第十六中学）王载的临时住所，开始第一次擘饼聚会，只有3人参加：王载夫妇和倪柝声。不久，王连俊、陆忠信、缪绍训、王峙等相继加入（后来福州教会的七位同工），在仓前山子园王载家中聚会，建立了第一处地方教会——福州教会。
1921年下半年，倪柝声从保罗的哥林多前书第一章中，又受普利茅斯弟兄会亚力山大.麦歇（Alexander Marshall，1846年12月13日－1928年8月9日）所著的《直道》一书的启发，看见分门别类的宗派不符合圣经真理，是分裂基督身体的罪恶，信徒要顺服圣经，就必须要与宗派组织断绝关系。倪柝声花了好几个月工夫说服他母亲，最终于1921年底，全家人的名字从美以美会天安堂名册上除名，脱离宗派。

### 陶園十二間排聚会
1923年初，王载从南京请来女传道人李渊如开复兴布道会。几十位青年基督徒穿上写着‘信耶稣得救’的福音背心游行，吸引人来参加布道会。1个月间，听道受感者达到几百人，于是租用三一学校附近的仓山陶园十二间排房屋（今仓山区公园西路4-22号）聚会，初期名称采用基督徒会堂。李渊如不久回到南京，几年后成为倪柝声的重要同工。
这时，倪柝声系统深入研究圣经，极其努力要一切回到圣经教训，尤其重视教会地方合一的立场、教会没有名称、没有牧师的原则。
1924年春，福州教会出现激烈的争议。王载等人的工作重点是热心于复兴布道的工作，要走个人奋兴家的道路，到各地巡回布道，并且去上海接受宣道会守真堂的美国传教士伍柏莱的按立，成为牧师。而倪柝声查考《使徒行传》，认为工作重点在于建造地方教会，坚持反对。1924年夏天，倪柝声在聚会中发表“是跟随会幕呢？或是跟随约柜呢？”的演讲，随后倪柝声去杭州、南京讲道。在离开期间，倪柝声被福州教会革除出去。
1924年夏天，倪柝声从三一书院毕业後就他立志献身传道，表示不接受父亲到美国留学的安排，放弃深造的机会。這也是他多年的理想，不再接受父亲的经济供应，要学习倚靠神，凭“信心过日子”。故此和父亲决裂。他的母亲林和平“有时送给我五元或十元，她会在纸包上写‘倪柝声弟兄收，’而不是以母亲的身分送钱给我”。如此离开家庭约一年。
倪柝声为避免分裂，默默离开福州教會，隐居於福州郊区的马尾罗星塔，在那里创办《基督徒报》，鼓动各地信徒脱离宗派。不久王载外出布道，负责福州十二间排聚会的王连俊将其命名为“基督徒会堂”。1936年这个聚会移址球场后信徒家中，改称“基督徒聚会所”。1955年又迁入马厂街新址，直到1966年文革时关闭。现已改名马厂街基督教堂重新开放。

### 南洋地方教会的开始
1924年11月，原籍福建古田的马来亚华侨陈良知邀请倪柝声访问马来亚霹雳州曼绒县的实兆远甘文阁（“小福州”），向当地的福州籍基督徒移民布道，传讲应当彻底回归圣经，除去一切罗马天主教的遗传和更正教宗派的错误，甘文阁有100多名基督徒响应，脱离美以美会，建立海外第一处地方教会。1925年倪柝声应新加坡自立会领袖王开森之邀前往新加坡讲道，随后王开森等人宣布脱离新加坡自立會，建立新加坡地方教会，聚会信徒大约百人。

## 中期：从上海到全中国

### 病中撰写《属灵人》
1926年秋，倪柝声在闽南厦门期间，发现自己患了严重的肺结核病。这时，他受邀到南京养病，同时帮成寄归翻译司可福圣经函授课程。那时，李渊如、汪佩真等人已经接受地方教会的道路，在南京开始擘饼聚会，倪柝声加入了他们的聚会。
1927年3月，北伐军进入南京时，发生攻击基督徒和外侨的南京事件，《灵光报》社被砸，李渊如于是带着她的两个学生（缪韵春和张耆年），搭乘倪柝声弟弟的军车，从南京迁往上海。1927年，倪柝声一度病情加重，于是迁到无锡附近的漕桥镇，专心写作《属灵人》。

### 上海─文德里
1927年，倪柝声迁居到上海。此后直到1952年失去自由，上海一直是他工作和出版的中心。他将福音书房也迁至上海，称为上海福音书房。在上海，他得到两位重要女同工汪佩真、李渊如的帮助，在地方立场上兴起了上海教会的见证。同年，倪柝声、李渊如、汪佩真和中国内地会的年长传教士祝康宁共4人，在上海公共租界西区新闸路944弄赓庆里（今泰兴路口东侧）汪佩真住所举行上海地方教会的第一次擘饼聚会 。聚会不久迁至哈同路240弄文德里26号的李渊如住所。
1928年1月，倪柝声租到位于上海公共租界西区哈同路240弄文德里34号的一幢石库门房子，在楼下的客堂召集第一次得胜聚会。主题是『神永遠的旨意和基督的得胜』，参加人员約五十人，其中一半是来自浙江南部的温州平阳县（内地会、自立会背景）和江苏北部的阜宁、淮安（美南长老会背景）的传道人。各处地方教会的行政都是独立的，由当地的长老们负责。上海教会最著名的长老是俞成华。
1931年10月，倪柝声在上海召聚第二次得胜聚会，主题是『神的约和神的智慧』，内容后来刊印成书，就是《什么是新约》的前半部分。
1932年11月召开特别聚会，与来自英国、美国和澳洲的弟兄会信徒交通。
1934年1月，第三次得胜聚会，主题有2个：『基督的中心与普及』，和『神的得胜者』。
1934年10月，第四次得胜聚会在杭州举行，主题有2个：『亚伯拉罕的生平』，和『属灵的争战』。

### 浙江平陽、苏北
第一次得胜聚会后不久，浙江省温州平阳县的
和江苏省北部阜宁、淮安的吴微、季永同、邱日鉴等回到家乡，都脱离了原来的宗派，建立起当地的地方教会。1949年以前，平阳县（1981年分为平阳县、苍南县2县）约有一百处地方教会，（整个温州地区约200处，整个浙江省有三、四百处），苏北约二十处地方教会。

### 山東、東北
1932年夏，倪柝声去访问山东时，在烟台遇李常受，促使兴起了華北第一处地方教会。不久，山东省会济南和满洲国统治下的新京（长春）也兴起了地方教会。

### 沿海各大城市
在此前后，浙江省的萧山、绍兴一带以及杭州，福建省的莆田、福清一带，也陆续兴起了不少地方教会的见证。
1935年夏秋，倪柝声在烟台和厦门鼓浪屿、泉州带领特会，主题是『基督得胜的生命』，与『圣灵的浇灌』。这些特会促进了复兴。
1935年到1936年，倪柝声打发同工到国内的主要大城市与港口开展，如张子洁到青岛，使得这些地方，以及首都南京 ，陆续都兴起了地方教会的见证。他在各地的同工达到200位。

### 香港、廣州、內陸地區
抗日战争期间，香港（魏光禧开辟）、广州以及内陆省份的汉口（蓝志一开辟）、重庆、桂林、昆明以及绥远省（1943年，煙台教會大复兴期间信徒移民建立）等等许多地方也都兴起了地方教会的见证，使得早期地方教会主要集中在沿海省份的江浙闽等的情形发生很大改变。

## 后期

### 被上海教會革除
1942年底，上海教会有不少信徒无法理解倪柝声帮助二弟倪怀祖经营中国生化制药厂的行为，觉得不够属灵，并且質疑倪柝声在期间做了昧良心的事，以致生化药厂变成了“生话药厂”，教会的属灵气氛也受到很大影响，甚至李渊如也退出事奉，到苏州隐居。在这样的情形下，上海教会的长老们（张愚之、俞成华、唐守临等人）将倪柝声革除出上海教会，在此后的6年时间里，倪柝声尊重上海教会的决定，停止了一切事奉，且不知何故一直没有参加任何地方教会的擘饼。即使在重庆期间，张郁岚长老邀请他出来讲道，倪柝声也只能拒绝。

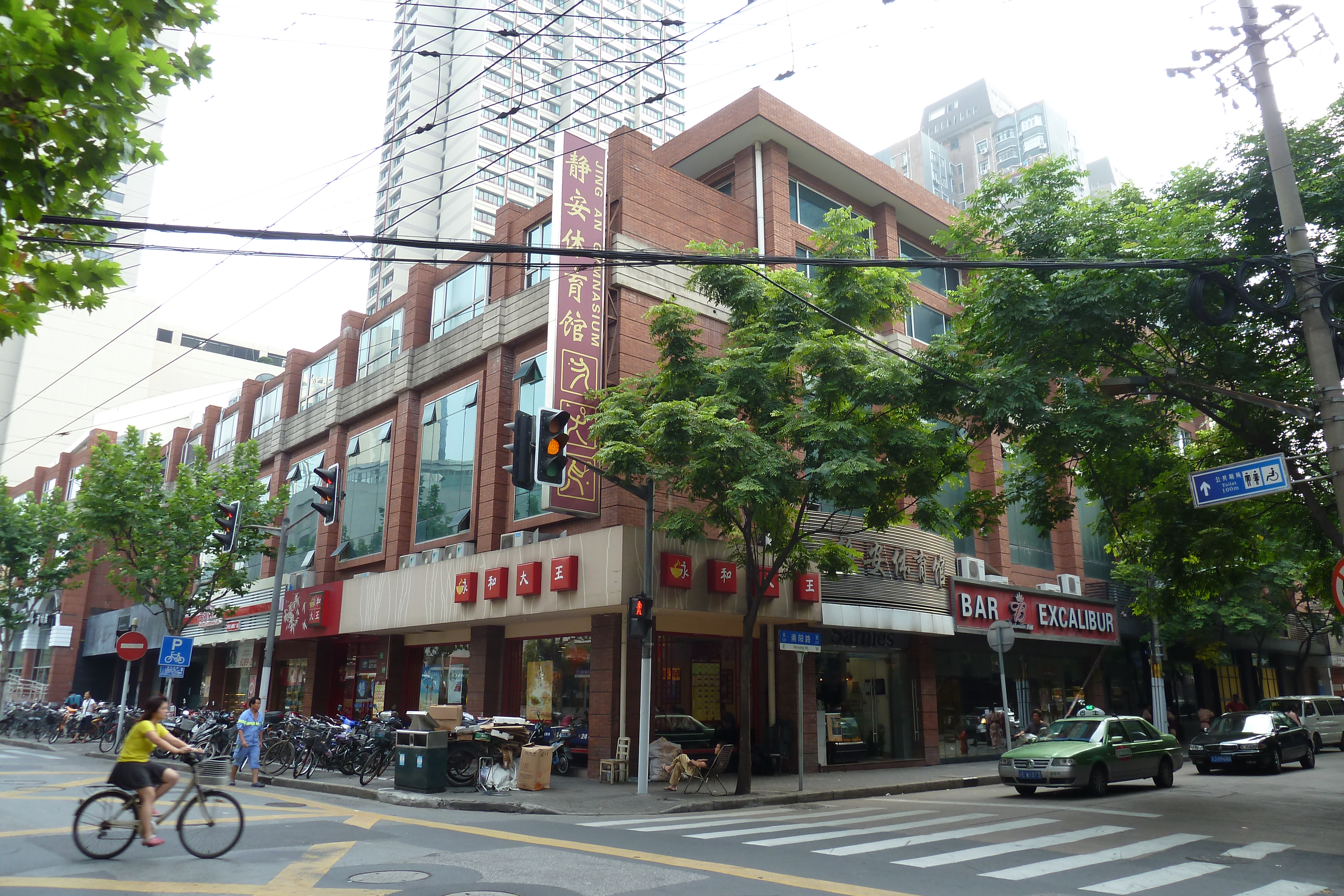
上海南阳路会所（现被改设为「静安体育馆」）

### 恢复职事和上海─南阳路会所
在倪柝声停止事奉期间，由于政局改变，北方的工作被迫停顿下来。同工李常受应汪佩真之邀，到南京、上海两地带领教会。
在1948年春节期间，访问福州的李常受、汪佩真，以及福建全省地方教会的同工们23人，一同去海关巷倪家，倪柝声终于同意出来恢复职事。这时，福州教会原由王载带领的津门路聚会所负责的长老们这时被吸引，愿意把教会“交出来”，接受倪柝声的带领，于是倪柝声重新安排了陈恪三、陈必荫、陈贞藩等4位长老负责福州教会，并实行全体事奉传福音，因此带进福州教会的大复兴，信徒人数从150人扩增到1,400人以上。于是倪柝声在征求家人的同意后，将倪家在福州的三处房产全部奉献出来，中洲中东巷24号房产改建为福州教会的第2个聚会所，海关巷14号倪家房产改建为执事之家，仓前山梅坞路玉林山館房產也奉献給福州教会使用。

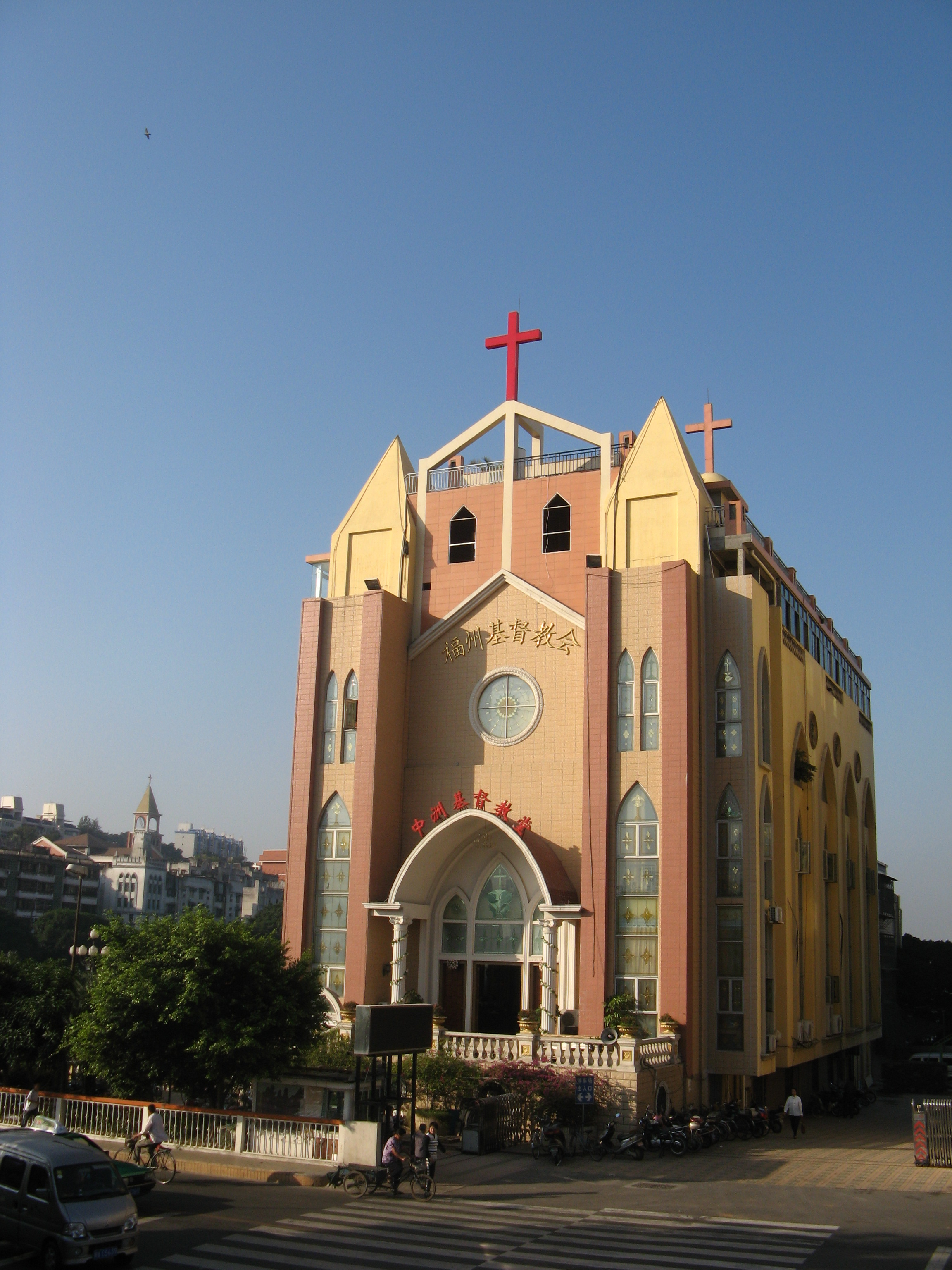
今日中洲聚会所

1948年春，倪柝声回到上海，在同工聚会上，表示他經營中国生化制药厂的目的，是为了賺錢來养活同工們。倪柝声也把中国生化制药厂奉献出来交给工作。于是当年上海教会定罪他的人，特别是李渊如和张愚之，表示后悔自己过去的做法。上海教会的十二位同工（包括唐守临、杜忠臣、繆韻春、俞成华、許達微、李渊如、張光榮、朱臣、江守道、張愚之、張耆年等），聯名在敞開的門刊物上发表声明：“對於倪柝聲个人，我們在主面前都能同心见证，他是神的一個忠心僕人。他雖然在經營生產事業，但他的目的從來沒有為著他個人的什么。在真理上、在事奉上、在經營生產上，我們和他都是同心合意的”。
那时，上海教会大复兴，人数从几百人扩增到数千人，其中知识分子、青年学生占三分之一。于是信徒踊跃奉献，建造了南阳路145号聚会所，可容纳3,000人，是全上海容纳信徒人数最多的一个基督徒聚会场所。整个上海教会又分为26个“家”，使信徒可以就近聚会，彼此关心扶持。直到1958年，南阳路145号聚会所被政府关闭，并入陕西北路怀恩堂的联合礼拜。

### 鼓岭训练
1948年和1949年的夏季，倪柝声在福州郊外的避暑地鼓岭他用经营中国生化制药厂的收入买下的房子里，举办了两期同工长老训练。内容有《人的破碎与灵的出来》《神话语的职事》《主工人的性格》《权柄与顺服》《读经之路》《教会的事务》《属灵的判定与判定的实例》以及《初信造就》等。

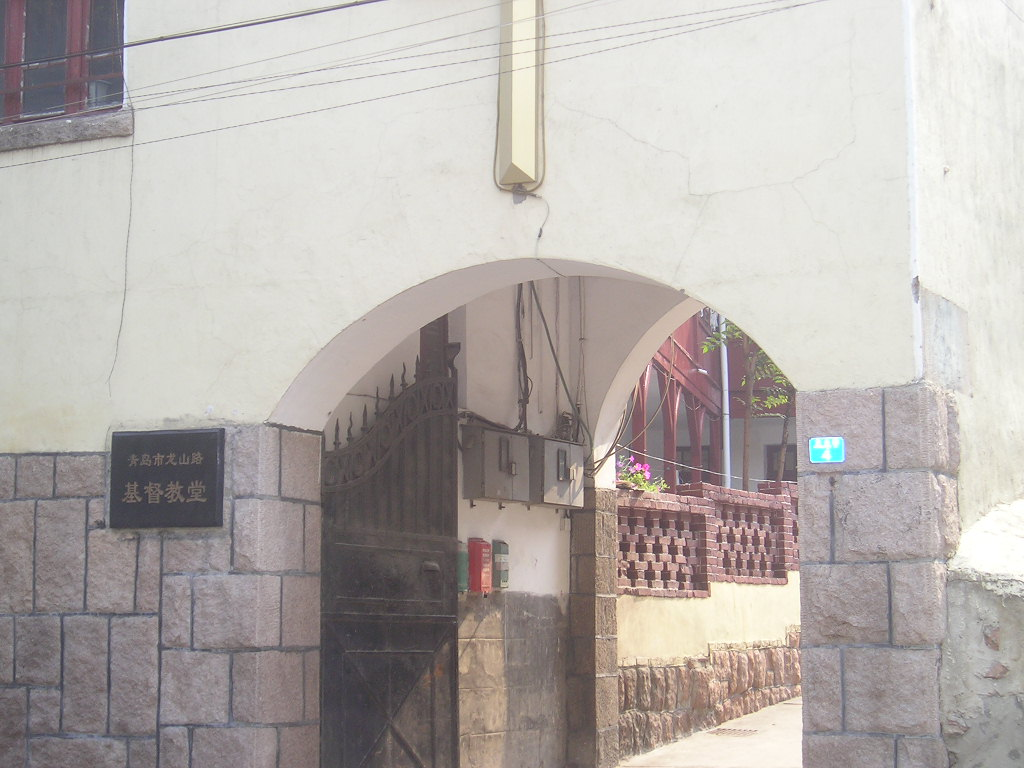
青岛龙山路聚会所

### 大复兴
经过鼓岭训练之后，全国各地教会普遍大复兴。在北方，张子洁带领的青岛教会信徒迅速扩增到4,000人，除了龙山路4号聚会所以外，还分为20个家聚会。各地纷纷新建聚会所，如福州教会的中洲聚会所和津门路聚会所、南京教會的鼓楼头条巷聚会所、北京教会的宽街基督徒聚会处等。浙江萧山大批信徒移民到江西弋阳，开办农场，建立教会。
1950年初，倪柝声在香港的工作，带进香港教會的复兴，信徒扩增到3,000人，新建了尖沙咀天文台道聚会所。
1950年代，中国大陆约有700处地方教会，其中一半在浙江省；共有7万信徒，其中近4万在浙江省，其中又以温州地区的平阳县（今平阳、苍南两县）以及萧山县等地最为集中。

## 倪的神学背景：两个來源

### 弟兄会
一个是英国弟兄会，或与普利茅斯弟兄會有关的，以约翰·纳尔逊·达秘和乔治·慕勒为代表，以及马金多、乔治·卡亭、威廉·开雷等。弟兄会的影响主要是在教会和解经、预言（特别是郭维德、潘汤和彭伯）这些方面。

### 内裏生命派
另一个就是内裏生命派，又称“奥秘派”，或称寂静主义，诸如：盖恩夫人、宾路易师母、慕安德烈、史百克等。1939年，倪柝声曾去伦敦访问史百克。内里生命派的影响是在生命、基督、圣灵、人的三部分（灵、魂、体）、主观的十字架和属灵争战等方面。

## 倪的双重负担

### 将信徒带进属灵
倪柝声非常强调属灵，并发明了一个圣经中不存在的“属魂人”的概念。在《属灵人》等著作中，他推崇灵（包括良心、直觉、交通）、魂（包括心思、情感、意志）、体三分的三元论的人性結構分析，并将其进一步发展，构成其神学思想的主要基礎。他主张帮助信徒将魂与灵分开，学习照着灵，不照着肉体或魂，并在基督的死、复活和升天里与祂联合，过得胜的生活。
在这方面他的代表作有《属灵人》、《人的破碎与灵的出来》等。在读经方面，倪柝声不強調神学研究的价值，认为只是属魂的活动，不能摸到灵。他强调不仅要用心思和思想字面理解和研究，更要藉着人的灵，摸到文字后面的灵。在已过80年的今天，地方召会运动的許多基督徒仍服膺其教导。

### 建造教会
倪柝声的职事从初期开始，一直都有一个清楚确定的目标，就是要建立地方教会裡团体的见证。他认为建立教会，建造基督的身体，使个人的基督，扩展为团体的基督，是神在今天的主要工作。因此，他无论传扬福音、教导圣经、造就青年信徒、带领特会或训练、并出版文字，都是为此目标。他在这方面的代表作有《工作的再思》《圣洁没有瑕疵》《教会的正统》以及《聚会的生活》等。
倪柝声主张恢复到使徒时期的教会生活，效法圣经中初期教会的榜样，提出一地只能存在一个教会的地方教会原則，亦公开谴责宗派的罪惡，自然造成各宗派团体对他的反感，批评这是属灵上的驕傲。
倪柝声主张恢复圣经中信徒皆祭司的理念，谴责天主教的圣品制度。他提倡全体信徒共同事奉，积极参与传福音、祷告，并注重信徒的造就，同时倡导分区家庭聚会。但因为他激进贯彻信徒皆祭司的理念，遂将圣经中的牧师职分一并谴责，认为带薪牧师与圣经教义不符。然而，他忽视了圣经中明确的教导，如哥林多前书9:7-11、加拉太书6:6、提摩太前书5:17-18。这种做法无视了圣经的原意，并塑造了一个过于理想化、超越实际的属灵形象。
到1948年，倪柝声以“耶路撒冷教会模式”取替过去的“安提阿教会模式”，并且对他的若干重要教会观念作了修定。倪柝声这个时期的思想主要见于《教会的事务》、《教会的正统》、《今后工作的路》、《权柄与顺服》、《如何作神代表的权柄》等著作中。
因着这种新模式的出现，地方教会便因着其所在地之不同，产生了两种教会之分别：
1. 普通的地方教会—这种教会基本上一如过往，是由长老、执事分掌教会属灵及一般性事务的。[20][21]
2. 工作中心的地方教会—在这种教会中多了一班使徒（注：无论是天主教或是基督新教，很少有人承认今天还有使徒存在）。虽然使徒不能管理教会，但这班使徒却以弟兄资格成为当地教会的长老，从而治理教会。[22]再者，由于此地为工作中心，必须加强讲台的供应，而这个责任自然落在使徒身上。正因为这样，工作中心的地方教会自然会比普通的地方教会优越，最终俨如一领导的中央教会了。[23][24][25]

为配合耶路撒冷模式之推动，倪柝声进一步阐明权柄与顺服之重要性，从而坚固、强化使徒之地位。

倪柝声指出：
信徒必须绝对顺服神所设立的权柄代表人，以示其对神的顺服。
倪在《权柄与顺服》中说：
“或有人说，权柄作错了事怎办？神敢信托作权柄的人，我们就敢顺服。作权柄的人有无错，那与我无关，换句话说，作代表权柄的人作的对或错，由他向神直接负责。服权柄的人只要绝对服，服错了主不算有罪，这罪主要向代表权柄追讨。”
换言之，即使作权柄的人解释圣经有错误或曲解圣经，也要听从，否则就是叛逆神。

倪的这种教导产生了严重的后果。邵遵澜先生曾撰文说：
“到了后来，特别在台湾的聚会所，讲权柄讲的太过份……有一个弟兄说：‘某弟兄是我的权柄，他讲黑的，就是黑的，他讲白的，就是白的。’有反应说：‘弟兄，我们事奉一个主，你事奉两个主。’他说：‘不！我事奉某弟兄，就是事奉主。’所以成了基督教里面的天主教，难怪有人说某人成了教皇了！生杀予夺之权大到一个地步，简直要你死都可以，这是我亲身经历过，我知道我在讲什么。”

倪也教导说，
在地方教会中，神设立的最高权柄是长老，但长老是由他所谓的使徒设立的，换言之，长老的权柄来自使徒，他们便不能推翻使徒的权柄；「长老的设立，是在乎使徒；长老的废除，权柄也在乎使徒」，长老应学习听从使徒的权柄，「因为他们之所以有，乃是使徒叫他们有的」。
此外，配合耶路撒冷的中央集权路线，倪氏发起了「交出来」运动，即变卖一切，把一切拿出来，奉献给弟兄姐妹，包括信徒的終身事奉。交出来也包括教会本身，教堂也要交出来，好让使徒共治教会。此举引起一些地方教会的反感，更造成不少地区教会分裂，其中以福州教会最为严重。
无论如何，倪氏在抗战后的教会观确是走向中央集权制、权柄主义发展，这一点引起了不少的批评。

## 失去自由

### 背景

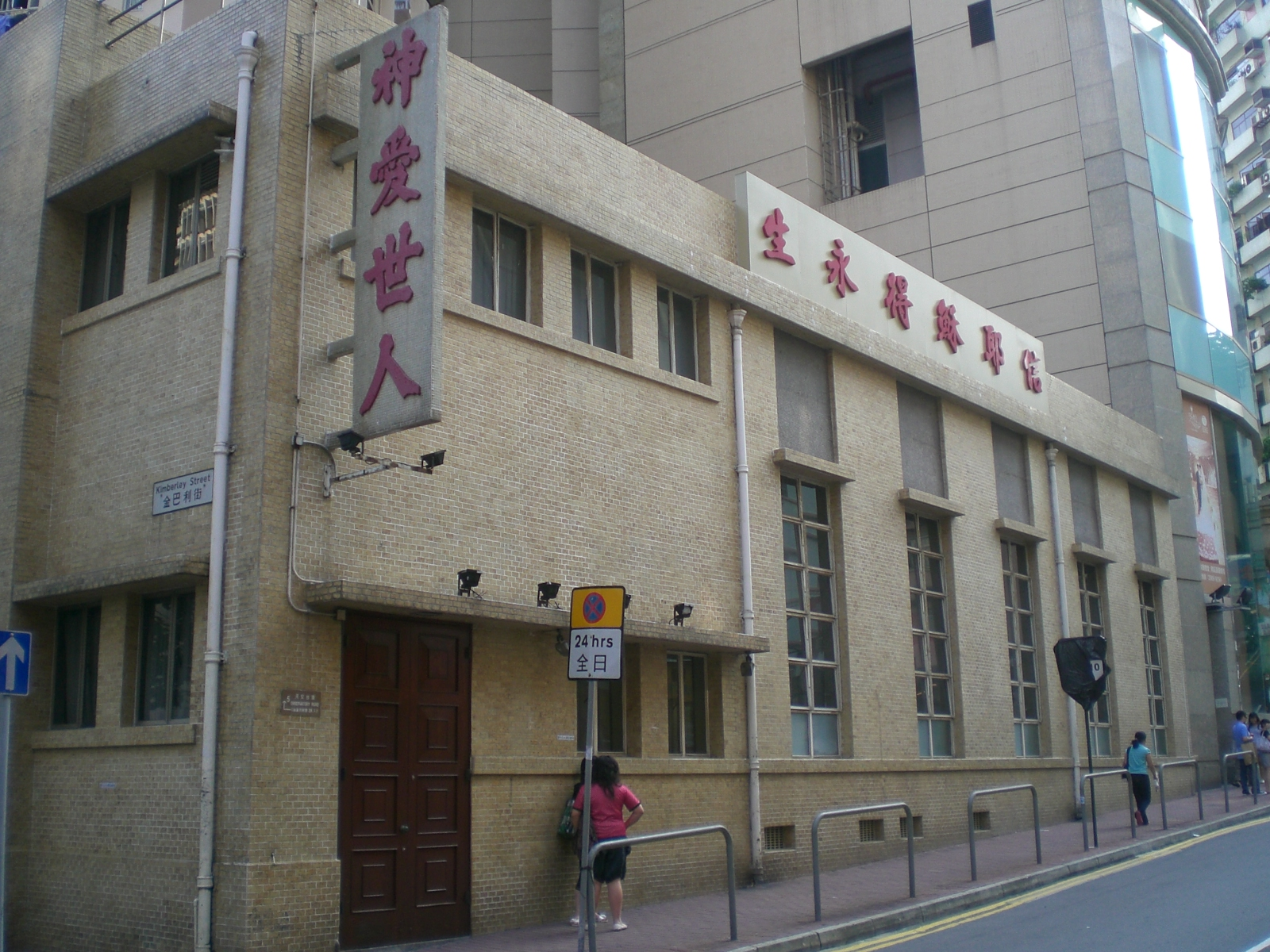
香港天文台道與金巴利街交界的香港教会聚会所

1949年中华人民共和国成立之前，倪柝声派遣同工李常受去台湾开展。他自己在1950年初在香港带进了当地教会复兴，信徒人数大大扩增（其结果是不久兴建了天文台道的聚会所），但是他本人则力排众议，在3月从香港返回上海，照顾中国大陸数百处地方教会。
1950年6月28日，中国大陸政府通过《中华人民共和国土地改革法》，7月，倪柝声、李渊如、俞成华、汪佩真联名指示全国各地475个聚会处负责人，发动信徒32,782人签名，送往福建省人民政府，要求保留鼓岭执事之家的房产土地。后来，鼓岭执事之家被定为团体地主。1951年3月，全体在鼓岭执事之家的人员受到管制，达半年之久。管制结束之后，执事之家的全部土地、房屋概行没收，执事之家的人员全体离开。
中国的大陸以巴弗（吴维僔）在其自述中谈到了倪柝声当年带领聚会处加入三自前后所发生的签名问题：
“当年，南阳路领导层（主要是倪弟兄和长老们）许多所决定或执行的重要事情，我们一般弟兄姊妹都不知道、蒙在鼓里；例如这3万、几万个签名的事情等，一直等到几十年后，才有所闻、有所知。几十年后，即我出监以后，才从通信中逐步得知，当年那几万个签名，为的是“聚会处”系统的教会（倪弟兄是这教会系统的使者、代表），在福州有一个属教会所有的大农场，其中人员大都是弟兄姊妹。正值解放之初，党所筹备和发起的第一个大运动“土改运动”即将到来。倪弟兄在天资方面有特殊的聪明和敏锐的眼光。眼看教会办的农场可能也将被“土改”，故想用这几万个签名请求政府对这个农场的土地不进行土改；原来是这么一个计划和办法。但很快，又见到这个土改运动，大张旗鼓、轰轰烈烈、排山倒海、所向披靡，顿觉这个申请弄不好的话，不但避不开土改、还会招致大祸，不行、不敢动。另一方面倪弟兄又看到，新政府对神教会的政治压力特别大，若不趁早参加政府号召的‘三自’组织，势必得不到政府所许诺、保证的、合法的‘宗教信仰自由’，因而导致教会大遭逼迫。教会要取得‘合法’地位和宗教自由，就非走‘三自’道路不可。因此，这几万个签名，一下子性质全变了。由原先的申请免除土改，一下子变成决心参加‘三自’。然而倪弟兄（或许连长老也在内）作了这事，却没有向众弟兄姊妹公开宣布。大家都蒙在鼓里，教会照常聚会、传信息。信息的着重点，是《教会的正统》一书的内容。信息暗示着：只有（我们）地方教会才是‘正统的教会’；才是‘非拉铁非’教会，才是神所说的教会。的确，吸引了别的各教会不少人甚至是传道人，毅然退出了原先的公会等的教会，参加了‘地方教会’即南阳路聚会处聚会。”
1951年4月，朝鲜战争爆发不久，倪柝声接受邀请去北京参加政府召开的“处理接受美国津贴的基督教团体会议”，他“拟了一个通知，是由北京协和印刷局承印的，通知聚会处的信徒都要拥护三自会”。那时中共正在进行三大运动：抗美援朝、土地改革和镇压反革命，同时在基督教内开展三自爱国运动和控诉运动。原来主要由西方差会资助的各大公会，在政治形势变化并失去经济来源以后，信徒人数严重流失，很快都“认清形势”，“与帝国主义划清了界限”，积极主动在政治上靠拢新政府，并在传福音方面采取低调。
而由中国大陸信徒自己创立的几个基督徒团体，如耶稣家庭、真耶稣教会和地方教会，认为自己早就实行了“三自”原则，因此基本未受政局影响，继续大传福音，大讲属灵生命之道，在1949年－1951年间的短时期内继续迅速扩展，甚至达到历史上的鼎盛时期。不过，不久以后，这几个基督徒团体就在1950年代的几次政治运动中成为受打击的主要对象。

### 被逮捕拘禁
1952年4月10日，（三反五反运动中）倪柝声在东北被秘密逮捕拘禁。直到4年後的1956年（肃反运动中），才与在那一年1月29日被捕的同工汪佩真、李渊如、张愚之、蓝志一等人一同在上海，被作为“倪柝声反革命集团”公开控诉。

倪柝声被捕以后，“1954年底，上海聚会处正式表示，要改变倪柝声参加三自的决定，退出三自。”1956年，上海聚会处经过改组，由唐守临、任钟祥以及左弗如负责。他们和北京教会的负责人阎迦勒宣布再次革除倪柝声。许多信徒不再去南阳路聚会。

在政府召开的控訴大會上，倪柝声被“揭發”出一连串罪名：政治上无比反动，如其中的一个罪名是在1940年代不赞成学生信徒上街进行反对国民政府的游行示威（因为坚持圣经中顺服政府权柄的要求），另一个罪名是让青年学生移居台湾这个“水深火热、暗无天日”的地方；欺骗政府，虽然是中国人自办教会，却与外国传教士有过来往，对他们还有过同情，因此没有站在坚决反帝的人民立场上；其他还有反革命等罪名。如同他一贯的作风，倪柝声依照他多年來跟從主所得的教導和學習，對於這些缺少證據且形同誣衊的指控，没有任何辯解。他保持沈默的结果，導致地方教会大量信徒属灵生命受到破坏。但许多基督徒不相信这些指控属实，并同情倪的遭遇。生化药厂审核主任张锡康（张光荣之子）以及同工陈则信之子陈福中作证说，认罪书上的签名并非倪柝声本人的笔迹。由于地方教会一向強調順從聖靈的權柄，學習主耶穌基督背十字架的精神，因此倪的家人和海外地方教会人士，至今没有要求政府为他平反。（地方教會裡受倪柝聲教導而忠心愛主的信徒，普遍都认为各種诽谤和误解，都是属于十字架的苦难，对信徒属灵生命的长大有益，因此没有必要主动从十字架上下来，如活到1980年代、后来出狱的蓝志一不顾子女的再三苦求，也始终不肯向政府要求平反，因他认定那是“为主受苦”，是“基督徒的荣耀”）。 

倪柝声被控诉、判刑之后不久，中国大陆基督教于1958年实行联合礼拜。上海教会使用不到10年的南阳路聚会所也被迫“献给”国家，后来改为静安体育馆。

倪被判刑15年，关进上海提篮桥监狱，以后一直没有出狱。

倪柝声的妻子张品蕙是唯一允许前去探监的人。在文革中，张品蕙因不肯与丈夫离婚而遭受严重迫害，曾经多次被鞭打，以至全身多处受伤，1969年上海市公检法军管会给她戴上反革命分子的帽子，“交群众监督改造”。1971年11月，张品蕙在岳阳路200弄88号家中骨折，送至医院后无人为其医治，11月7日，病故于上海中山医院的走廊中。

1972年5月30日，倪柝声在安徽省广德县白茅岭监狱（属于上海市管理）逝世，相傳在倪的枕頭下，有人發現一張字條寫著：

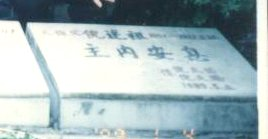
苏州香山公墓的倪柝声墓碑

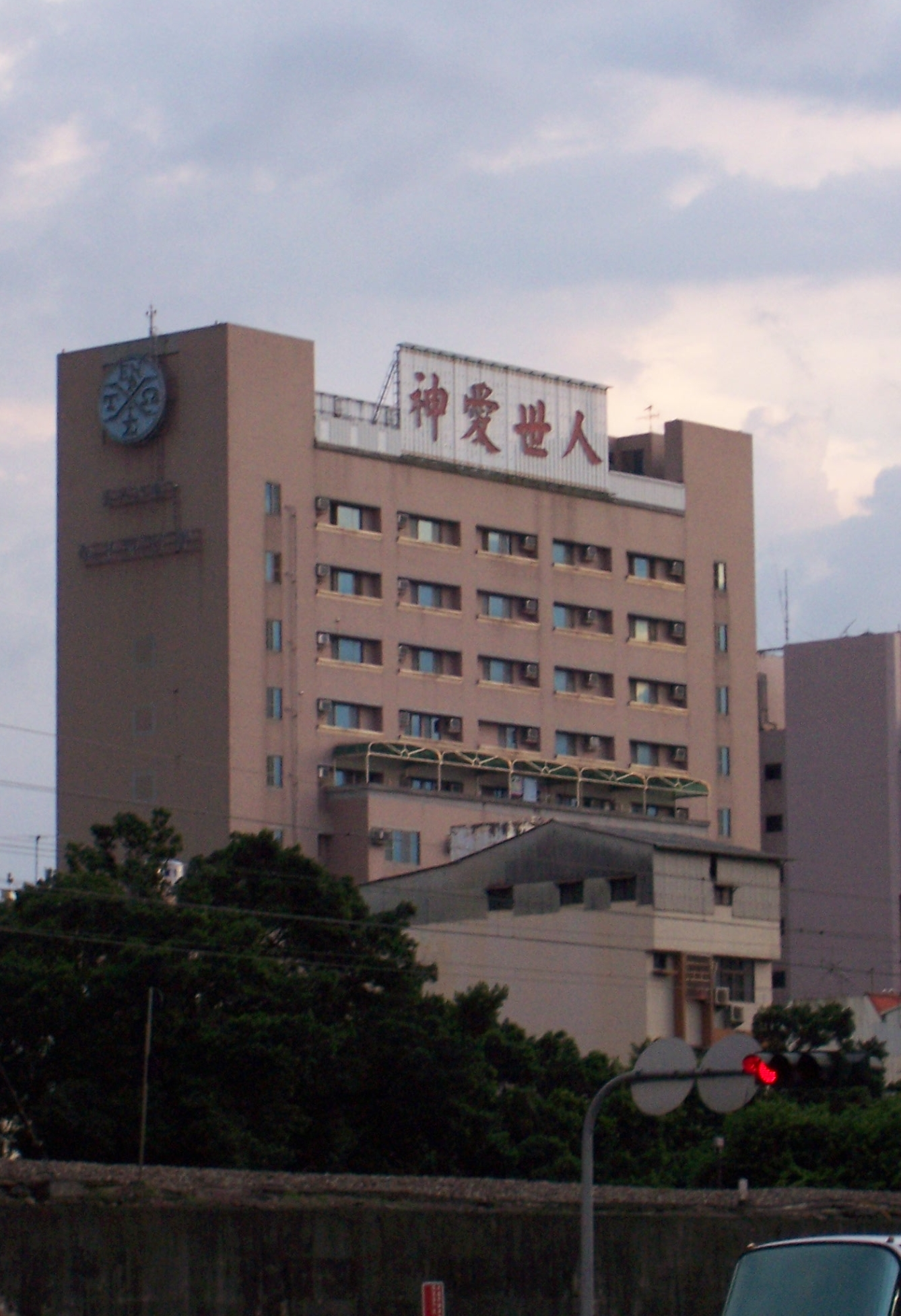
台中市召會復興大樓，左上之圓形徽章的文字是由“在基督里”的希腊文组成

「基督是神的兒子，為人贖罪而死，三日復活，這是宇宙間最大的事實。我信基督而死。倪柝聲。」

## 身后
1989年，倪柝声的五弟媳徐恩秀回国探亲，将倪柝声、张品蕙夫妇的骨灰盒一同移葬在江苏省苏州市吴县胥口镇附近的香山公墓东18排（日后倪怀祖、徐奉先夫妇也安葬于此）。在当年他工作的中心上海教会，原来可以容纳3,000人的南阳路145号聚会所，仍未归还教会。在他的家乡福州市，他献出故居改建的中洲聚会所早已恢复聚会，福音仍然兴旺。在福州郊外鼓岭山上购买了传教士别墅，1948年和1949年曾办过两次训练，今天那里95%的村民都是基督徒。
在海外，不仅臺灣福音書房、美国安那翰水流职事站、香港真理書房、基督徒出版社，还有许多其他基督教出版机构，还在大量再版倪柝声的著作。
2009年7月30日，美国国会议员克里斯·史密斯致敬了倪柝声这位中国殉道者的贡献。

## 婚姻与家庭
倪柝声的妻子张品蕙是他青梅竹马的恋人，毕业于燕京大学生物系。两人的祖母、父亲、姐姐都是同学。1920年，倪柝声接受福音后，张品蕙不愿接受。倪柝声在痛苦之中，结束了他们的恋情。10多年以后，张品蕙已经接受了福音，于是二人恢复了交往。1934年10月19日，在杭州的全国性第四次得胜聚会结束的当天，他们在杭州东街路会所举行了结婚仪式。但这件婚事没有得到张品蕙姑母的同意，她曾经在《申报》上一连多日登载攻击倪柝声的文字。
倪柝声和张品蕙一生相爱很深。张品蕙在倪柝声被捕以后，尤其在文革中，作为基督徒和「反动派」家属，被定为反革命分子，身心遭受严酷的迫害，期間无权得到医治，最后在1971年11月7日死在上海中山医院的走廊里。倪柝声始终未能实现出狱照顾生病的张品蕙的愿望，第二年也在狱中逝世。
倪柝声（述祖）夫妇没有子女，家族中多人都因信仰在文革中遭受严重迫害：
- 大姐倪閨臣（规诚，適陳賢璋）[41][42][43]
  - 外甥陈终道建立 加拿大多倫多列治文宣道會，娶莫蘭芳[41][42]
    - 外甥孫陈能儆， 加拿大多倫多士嘉堡华人浸信会牧师[44]

  - 外甥陈正行[45]
  - 外甥陈供生[46]
  - 陈终道尚有弟妹，未知名字[41]
- 二姐倪闺贞，又名倪规箴，参加1948年鼓岭训练。文革期间，倪规箴病重，仍被抬到门外弄堂里批斗至死[47]。丈夫林步基，圣公会著名牧师，1929年時任福州三一學校校長[48]。
  - 外甥女林茂芝[49]
  - 外甥林俊民[49]
  - 外甥林挺民[49]
  - 外甥林保民[49]
- 大弟倪怀祖（娶徐奉先）是著名化学家、药学家，因遭到残酷批斗而被迫宣布放弃信仰，日后方恢复信仰，死於中國。[50][51]
  - 侄儿倪天知、倪天赐[52]
- 大妹倪天婷[53]
- 二妹倪天菁（德诚）[53]
  - 外甥女张佩心，适吴磬[54]
- 二弟倪宣祖，中学时在1925年至1928年的一次学运中早逝。[53][55]
- 三弟倪洪祖，曾做过国民政府的军统特务高级官员，因为大陆方面保证归还他在上海的私人财产，所以他就从香港返回，可最终以叛国罪被处死。[56][57][58]
- 四弟倪興祖（娶徐恩秀，徐奉先胞妹）[51]
  - 侄儿倪天佑[45]
  - 侄儿倪苏夫[40]

## 主要著作
《倪柝声文集》，共3辑62册。

### 早期（1922年－1934年）
- 《灵修指微》
- 《十字架的道》
- 《默想创世记》
- 《默想启示录》
- 《魂的潜势力》
- 《认识神的途径》
- 《悟性的更新》
- 《属灵人》 写于1927年－1928年病中，共三卷，倪柝声最著名的著作
- 《马太福音查经记录》
- 《启示录的研究》
- 《讲经记录》
- 《福音问题》

### 中期（1935年－1942年）
- 《聚会的生活》
- 《教会祷告的职事》
- 《歌中的歌》 论到属灵生命的阶段，在经历方面相当之深
- 《得胜的生命》
- 《通问汇刊》
- 《正常的基督徒信仰》
- 《神的福音》
- 《工作的再思》  关于教会实行的主要著作
- 《敞开的门》
- 《正常的基督徒生活》  1938年－1939年旅行欧洲时用英语发表，是关于罗马书五、六、七、八和十二章
- 《圣洁没有瑕疵》（《荣耀的教会》）
- 《亚伯拉罕以撒雅各的神》 说到信徒完满经历的三方面
- 《基督是道路真理和生命》
- 《基督是我们的义》
- 《圣灵与实际》
- 《坐行站》（Sit, Walk, Stand）
- 《不要爱世界》
- 《这人将来如何》

### 晚期（1943年－1952年）
- 《教会的正统》
- 《权柄与顺服》 鼓岭的训练课程
- 《初信造就》
- 《教会的事务》
- 《主工人的性格》 鼓岭的训练课程
- 《神话语的职事》 鼓岭的训练课程
- 《读经之路》 说到42种研读圣经的方法
- 《人的破碎与灵的出来》 鼓岭的训练课程
- 《属灵的判定与判定的实例》
- 《什么是新约》

## 诗歌（创作或翻译）
- 《主爱长阔高深》（What Length，Breadth，Height and Depth）
- 《我若稍微偏离正路》（If From The Right Course I Depart）
- 《你若不压橄榄成渣》（Olives That Have Known No Pressure）
- 《葡萄一生的事》（The Story of A Grapevine）
- 《你怎没有伤痕？》（Hast Thou No Scar？）
- 《祂的脸面，祂的天使常看见》（His Angels His Countenance Always Behold）
- 《神，祢正在重排我的前途》
- 《让我爱而不受感戴》（Let Me Love and Not Be Respected）
- 《哦！主耶稣，当祢在地》（Oh，Jesus，Lord，Whem，Thou on Earth）
- 《我主，祢说祢是真树》（Thou Hast Said Thou Art the Vine）
- 《自伯大尼祢与我们分手后》（Since Long Ago at Bethany）
- 《后是膏油先是血》（First the blood, and then the ointment）
- 《父，我知道我的一生》
- 《主，当无人认识父时》（Lord, when the Father ne'er was known）
- 《他不误事，因他是神！》（He faileth not, for He is God）
- 《你要不死，你要被提见主！》
- 《亲爱主！宝贝主》
- 《你名似膏香》
- 《一生聪明未遇敌手》
- 《你若取去我的心爱》
- 《主耶稣，主耶稣！为何你不来？》
- 《自从当年橄榄山前一别离》（Since Thy departure from Olivet's Mountain）
- 《我已揀選主耶穌》

## 重要同工
- 男性：李常受、张光荣、俞成华、唐守临、张愚之、江守道、许达微、陆忠信、缪绍训、吴微、季永同、邱日鉴、蔡崎、黄履铨、陈恪三、魏光禧、陈则信、张子洁、赵旭东、房爱光、华世宾、乐腓力、徐永明、蓝志一、徐仲洁、周行义等
- 女性：李渊如、汪佩真、缪韵春、张耆年、左弗如等。

## 传记
- 李常受：《今時代神聖啟示的先見─倪柝聲》，台灣福音書房
- 江守道：《倪柝声生平简史》
- 陈则信：《倪柝声弟兄简史》，香港：基督徒出版社，1984 香港福音書房，1973
- 史伯诚：《倪柝声殉道史》，美国见证出版社，1995
- 金弥耳（Angus I. Kinnear，史百克的女婿）：《中流砥柱─倪柝声传》台北：中国主日学协会，1977
- 陈终道：《我的舅父倪柝声》，香港：宣道出版，1970
- 赖恩融：《中国教会三巨人》台北：橄榄基金会，1984
- 倪林和平：《恩爱标本》，上海:真如信心培孤所，1943
- 梁家麟：《倪柝聲的榮辱升黜》。香港：建道神學院，2003；梁家麟對批判者的回應，〈就倪柝聲的道德問題敬達諸批評─再版代跋〉，則收錄於2004年的《倪柝聲的榮辱升黜》增修版（香港：巧欣有限公司），ISBN  9789889787813。
- 吴秀良：《破壳飞腾—倪柝声的被囚与蜕变》，台湾：比逊河出版社，2004。
- 吴恩漙：《怀念倪柝声先生》，《呼喊刊刊》第二十期（1982年11月）。
- 于中旻、倪徐恩秀、陈终道、吴主光、周子坚：《对再批斗倪柝声的平议》 （页面存档备份，存于），香港：金灯台出版社，2004。
- 邵遵瀾：《我所认识的倪柝声精神》，1977年6月1日講於臺北校園團契
- 李佳福：《倪柝声与中国「地方教会」运动》[]，台北：国立台湾师范大学历史研究所硕士论文，2001年七月。
- 庄百亿：《倪柝声生平研究》。台北：华神道硕毕业论文，1985。